# Religion (Togo)

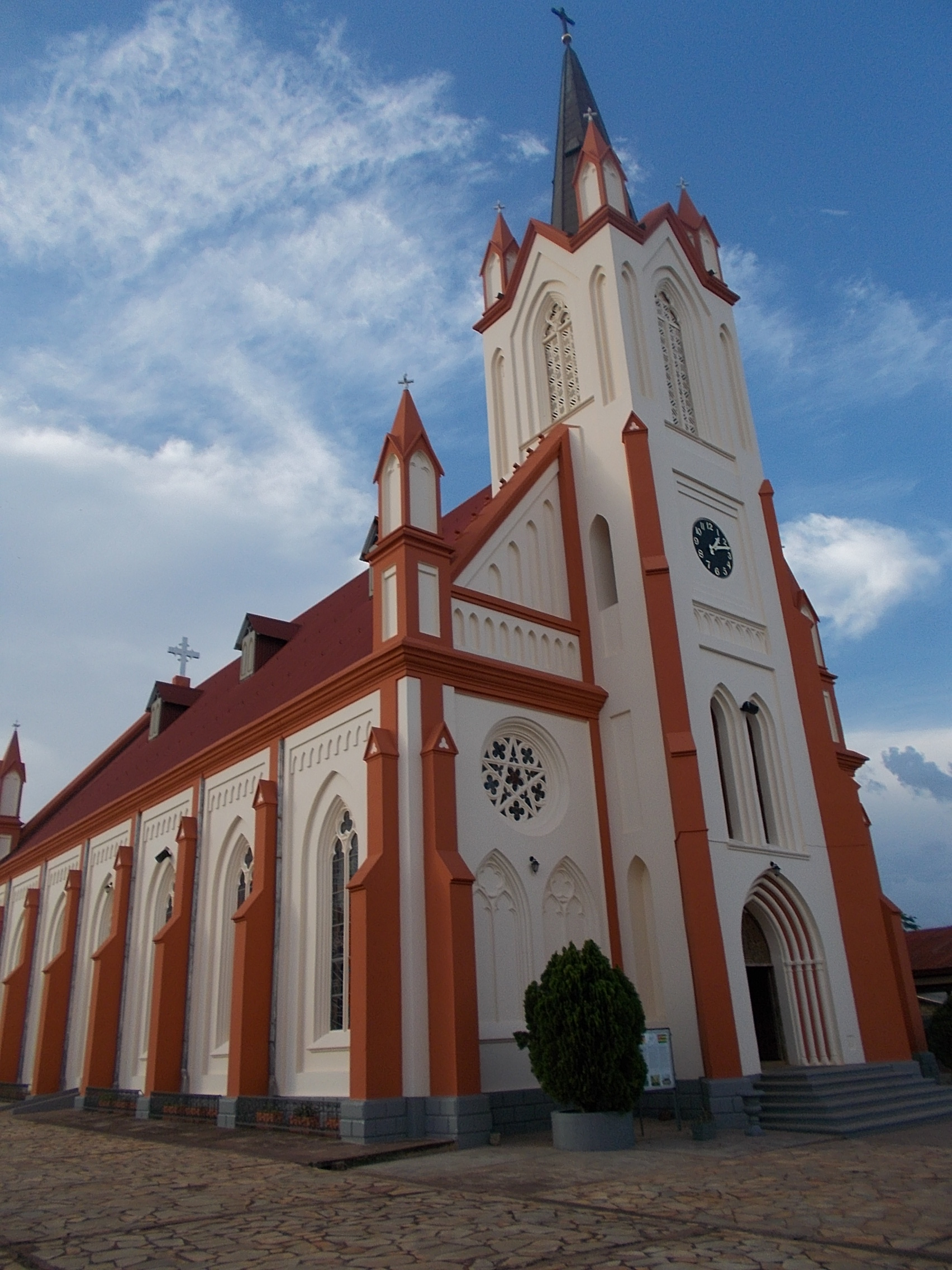
Kathedrale des Heiligen Geistes in Kpalimé

Die Religionen in Togo sind vielfältig, wobei das Christentum die am weitesten verbreitete Glaubensrichtung ist. Eine beträchtliche Zahl der Togolesen praktiziert auch traditionelle Glaubensrichtungen und den Islam.
Eine beträchtliche Zahl von Christen und Muslim in Togo integrieren auch Elemente der Volksreligion. Togo ist ein säkularer Staat und die Verfassung des Landes garantiert Religions- und Gottesdienstfreiheit.

## Überblick
Die Volkszählung von 2014 ergab, dass 25 % der Bevölkerung römisch-katholisch waren. Damit ist die römisch-katholische Kirche die wichtigste christliche Glaubensrichtung in Togo. Weitere Konfessionen sind Methodisten, Lutheraner, Assemblies of God, Siebenten-Tags-Adventisten, die Kirche Jesu Christi der Heiligen der Letzten Tage (Mormonen) und Zeugen Jehovas. Zu den weiteren Religionsgruppen im Land zählen Nichiren-Buddhisten, Anhänger der Internationalen Gesellschaft für Krishna-Bewusstsein, Bahai und Hindus.
Christen leben hauptsächlich im Süden des Landes, während Muslime vorwiegend in den zentralen und nördlichen Regionen leben.

## Religionsfreiheit
Im Jahr 2022 bewertete Freedom House die Religionsfreiheit in Togo mit 3 von 4, Punkten und stellte fest, dass die Religionsfreiheit verfassungsmäßig geschützt und in der Praxis allgemein respektiert wird. Islam, Katholizismus und Protestantismus werden vom Staat anerkannt; andere Gruppen müssen sich als Religionsgemeinschaften registrieren lassen, um ähnliche Leistungen zu erhalten. Der Registrierungsprozess war mit langen Verzögerungen verbunden; Anfang 2021 waren noch fast 900 Anträge anhängig.